# Слепая выпечка

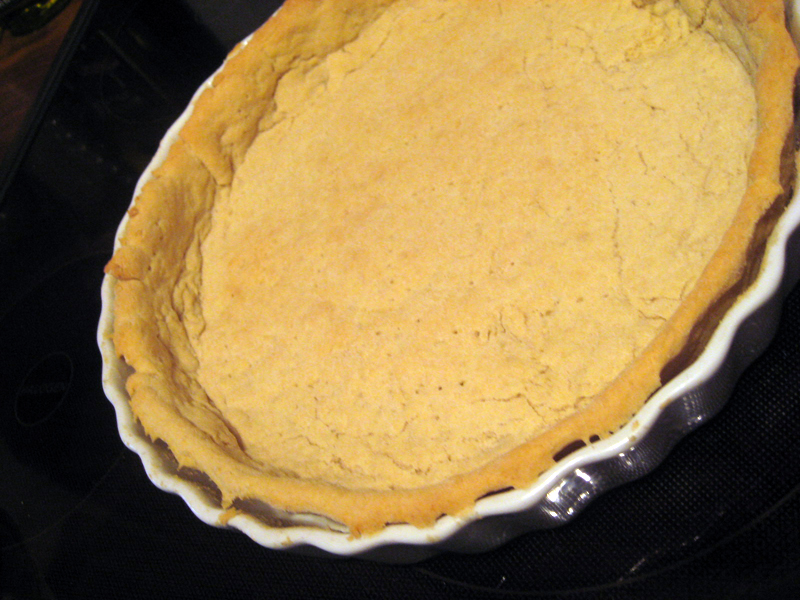
Результат слепой выпечки

Слепая выпечка (англ. Blind-baking) (также: предварительная выпечка) – выпечка основы для пирога или другого изделия, без начинки. Слепая выпечка необходима, когда изделие будет заполнено уже готовой, не требующей приготовления начинкой (например, это пудинг или пирог с кремом). Она также требуется, если начинка имеет более короткое время выпекания, чем тесто, в этом случае форма из теста выпекается до полуготовности. Слепая выпечка также используется для того, чтобы основа пирога не становилась влажной из-за мокрой начинки. 
Слепая выпечка может быть выполнена разными способами. 
В одном случае, дно пирога выстилают алюминиевой фольгой или пергаментной бумагой, затем заполняют наполнителями, чтобы тесто сохраняло свою форму во время выпекания. Наполнителями могут быть керамические или металлические шарики. Но также с этой целью тесто заполняют сырыми зёрнами риса, гороха, чечевицы, фасоли или других бобов, которые помогают тесту держать форму. При использовании этого метода для полностью запеченного теста, наполнители снимаются до завершения предварительной выпечки, чтобы получить коричневый цвет всего теста. 
Другой метод обходится без наполнителей: тесто накрывается сверху ещё одной формой для выпекания или тарелкой, и печётся между ними до коричневатого цвета. 
Еще одна упрощенная методика заключается в том, чтобы несколько раз прокалывать тесто (дно) вилкой и образовать небольшие отверстия, которые давали бы возможность выходить пару и предотвращать образование пузырей, но это не работает с некоторыми видами тестами, например, с песочным.